# Jean-Yahia Franchimont
Pour les articles homonymes, voir Franchimont (homonymie).
Jean-Yahia Franchimont était un prêtre catholique algérien de l'Archidiocèse d'Alger.  D'origine française et prêtre depuis 1956, il acquit la nationalité algérienne dans le cadre des accords d'Évian. Il a tout connu de l'Algérie contemporaine.
Les années qui ont suivi l'indépendance, il a dirigé et animé l'école Lavigerie de la rue de Bone dans la basse Casbah d'Alger, près de la rue Debbih Cherif, en coopération avec une association familiale et une équipe d'enseignants algériens et de coopérants français. Il y a accueilli et formé un très grand nombre de jeunes ayant dépassé l'âge des écoles d'État, aussi bien en arabe qu'en français. Il y a également instauré des cours du soir accessibles aux travailleurs.
Par la suite, cette école ayant été nationalisée, il est devenu enseignant dans des régions très rurales (montagnes de Jijel), à des heures de marche de toute route carrossable.
Jean-Yahia Franchimont parlait couramment l'arabe et le tamazight (ou tamazirt). Il est décédé.

## Écrits
- L'Algérie au cœur, éditions Parole et silence, 2001.  Le livre est un récit autobiographique.